# 대월중학교
대월중학교(大月中學校)는 대한민국 경기도 이천시 대월면 초지리에 있는 공립 중학교이다.

## 학교 연혁
- 1971년 12월 27일 : 대월중학교 6학급 설립 인가
- 1972년 2월 25일 : 초대 박상봉 교장 취임
- 1972년 4월 14일 : 개교
- 1975년 2월 25일 : 제1회 졸업식(85명 졸업)
- 1997년 10월 25일 : 평생학습터 성덕관 개관
- 2008년 11월 21일 : 풋살경기장 준공
- 2010년 7월 12일 : 다목적 강당(초지일관) 개관
- 2013년 11월 21일 : 정구부 창단
- 2022년 1월 5일 : 제48회 졸업(44명 졸업, 연인원 4,422명)
- 2022년 9월 1일 : 제21대 제갈양 교장 취임
- 2023년 3월 2일 : 입학(신입생 18명 입학)

## 참고 자료
- 대월중학교 - 한국교육학술정보원 학교알리미